# Ctimene xanthomelas
Ctimene xanthomelas är en fjärilsart som beskrevs av Jean Baptiste Boisduval 1832. Ctimene xanthomelas ingår i släktet Ctimene och familjen mätare. Inga underarter finns listade i Catalogue of Life.